# Diocese de Aguascalientes
A Diocese de Aguascalientes (em latim: Dioecesis de Aguas Calientes) é uma diocese da Igreja Católica localizada no município de Aguascalientes, no estado de Aguascalientes, pertencente a Arquidiocese de Guadalajara no México. Foi fundada em 27 de agosto de 1899 pelo Papa Leão XIII. Com uma população católica de 1.520.287 habitantes, sendo 92,0% da população total, possui 125 paróquias com dados de 2021.

## História
Em 27 de agosto de 1899 o Papa Leão XIII cria a Diocese de Aguascalientes através do território da Arquidiocese de Guadalajara. Em 1957 a diocese ganha território juntamente com a Diocese de Zacatecas.

## Lista de bispos
A seguir uma lista de bispos desde a criação da diocese em 1899.
|                                                   | Nome                                    | Período                  | Notas                           |
| Bispos de Aguascalientes                          | Bispos de Aguascalientes                | Bispos de Aguascalientes | Bispos de Aguascalientes        |
| ------------------------------------------------- | --------------------------------------- | ------------------------ | ------------------------------- |
| 8º                                                | Juan Espinoza Jiménez                   | 2021 - atual             |                                 |
| 7º                                                | José María de la Torre Martín           | 2008 - 2020              | Faleceu no cargo                |
| 6º                                                | Ramón Godinez Flores                    | 1998 - 2007              | Faleceu no cargo                |
| 5º                                                | Rafael Muñoz Nuñez                      | 1984 - 1998              | Bispo emérito dessa diocese     |
| 4º                                                | Salvador Quezada Limón                  | 1951 - 1984              |                                 |
| 3º                                                | José de Jesús López y Gonzalez          | 1929 - 1950              | Faleceu no cargo                |
| 2º                                                | Ignacio Valdespino y Díaz               | 1913 - 1928              | Faleceu no cargo                |
| 1º                                                | José María de Jesús Portugal y Serratos | 1902 - 1912              | Faleceu no cargo                |
| Bispo coadjutor de Aguascalientes                 |                                         |                          |                                 |
| 1º                                                | Alfredo Torres Romero                   | 1975 - 1976              | Nomeado bispo de Toluca em 1980 |
| Bispos auxiliares de Aguascalientes               |                                         |                          |                                 |
| 2º                                                | José de Jesús López y González          | 1927 - 1929              | Nomeado bispo dessa diocese     |
| 1º                                                | Ricardo Guízar Díaz                     | 1977 - 1984              | Nomeado bispo de Atlacomulco    |
| Outros padres dessa diocese que se tonaram bispos |                                         |                          |                                 |
| 2º                                                | Juan María Navarrete y Guerrero         | 1919                     | Nomeado bispo de Sonora         |
| 1º                                                | Emilio Carlos Berlie Belaunzarán        | 1983                     | Nomeado bispo de Tijuana        |